# طوي طيخة (عبري)
طوي طيخة منطقة سكنية تقع في ولاية عبري، التابعة لمحافظة الظاهرة في سلطنة عمان. يقدر عدد سكانها بـ 66 نسمة حسب إحصاء عام 2010 التابع للمركز الوطني للإحصاء والمعلومات الحكومي. رمز المنطقة هو 100110573.

## الوصلات الخارجية
- المركز الوطني للإحصاء والمعلومات، سلطنة عمان